# HKK Zrinjski Mostar
HKK Zrinjski Mostar (Croata: Hrvatski košarkaški klub Zrinjski Mostar, Español: club de baloncesto croata Zrinjski Mostar) es un club de baloncesto situado en la ciudad de Mostar, Bosnia y Herzegovina.
El equipo juega en la liga nacional de baloncesto de Bosnia y Herzegovina. El mismo se fundó el 23 de junio de 1992. Su pabellón es el Bijeli Brijeg Hall.

## Historia
Durante el Sitio de Mostar en 1992, un grupo de personas dirigidos se decide por fundar al HKK Zrinjski Mostar. La asamblea de fundación se realizó el 23 de octubre de 1992 en Međugorje debido a las batallas que ocurrían en Mostar
En sus primeras temporadas participaron en la Segunda Liga Croata Sur con el permiso de la HKS pero después fueron expulsados por pertenecer a otro país.
En la temporada 2017/18 participaron en la primera edición de la ABA Liga 2.

## Palmarés
- Liga de Bosnia y Herzegovina
  - Campeón (1): 2018